# Baydad

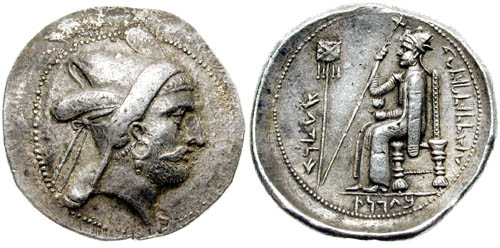
Tetradrachme des Baydad

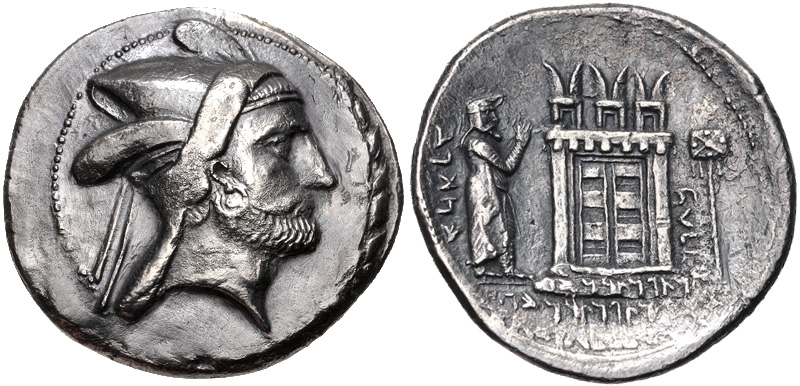
Münztyp mit Feueraltar

Baydad (auch Bagadates I. oder Bagadat) war ein Herrscher (Frataraka) der Persis, der am Ende des 3. oder am Beginn des 2. Jahrhunderts v. Chr. regierte, doch ist seine genaue Datierung umstritten. Er ist bisher nur von seinen Münzen bekannt, die seinen Kopf auf einer Seite im Profil zeigen, auf der anderen Seite ist er auf einem Thron sitzend darstellt oder steht auf anderen Münzen vor einem Feueraltar. Die Beischriften sind aramäisch. Die Darstellung zeigt im Stil eine Mischung griechischer und persischer Elemente und gehört zu den besten Werken antiker Münzkunst. Er ist der erste Herrscher der Persis, der von Münzen bekannt ist. Wahrscheinlich war er ein Lokalfürst unter den Seleukiden.